# Fonolita tefrítica
Les fonolites tefrítiques o tefrofonolites són roques ígnies volcàniques alcalines constituïdes per feldespatoides (entre un 10 i un 60%) i plagiòclasi sòdica, feldespat alcalí i diversos minerals màfics. És definida al camp 12 del diagrama QAPF de Streckeisen i químicament, al camp U3 del diagrama TAS de Le Bas.